# Antoine Sauzéa
 (novembre 2023).
Antoine Sauzéa (1763-1816) est un homme politique français, député au Corps législatif, membre du Conseil des Cinq-Cents, premier sous-préfet de l'arrondissement de Saint Étienne.

## Biographie
Il naît le 2 mars 1763 à Saint-Étienne dans la ville dont la famille Sauzéa, famille bourgeoise établie dans cette ville au XVIIe siècle, était fabricant de ruban, plus prosaïquement appelé négociant en soie ou soyeux.
Destiné par son père, Gratien Sauzéa, à la magistrature, mais nommé au début de la Révolution par décret du 15 janvier 1790 membre du district de Saint Étienne, Antoine Sauzéa renonce au barreau et choisit la carrière administrative. Il devient rapidement commissaire du directoire exécutif près de l'administration centrale de la Loire. Le 13 mai 1799, il est admis au Corps législatif puis au Conseil des Cinq-Cents. Le 13 mai 1800, il est appelé à la sous-préfecture de Saint Étienne pour occuper le poste de sous-préfet, premier fonctionnaire dans l'ordre hiérarchique de la nouvelle subdivision administrative appelée arrondissement.
Grâce aux relations entretenues pendant son passage au Conseil des Cinq-Cents, il établit dans sa ville une Bourse du commerce, une Condition des soies et une Chambre consultative des arts et métiers.
En 1808, il épouse Sophie Hermeline Hubertine Faider qui lui donne un fils Jean-Pierre Gratien Sauzéa.
En 1810, il refuse l'avancement qu'on lui propose de devenir préfet du département de la Loire car cela l'obligeait à se domicilier à Montbrison, chef lieu à l'époque. Pour la petite histoire, la sous-préfecture de Saint Étienne a été instituée par Antoine Sauzéa en 1800 et fermée en 1855 quand la ville devient préfecture alors que son fils Gratien Sauzée est conseiller de préfecture.
Après vingt quatre ans de service, il renonce pour des raisons de santé à poursuivre sa mission et meurt le 29 janvier 1816 dans le domaine familial du Monteil à Valbenoîte, commune rattachée à Saint-Étienne en 1855,.